# Emiliano Zapata, Tres Valles
Emiliano Zapata är en ort i Mexiko.   Den ligger i kommunen Tres Valles och delstaten Veracruz, i den sydöstra delen av landet, 300 km öster om huvudstaden Mexico City. Emiliano Zapata ligger 38 meter över havet och antalet invånare är 422.
Terrängen runt Emiliano Zapata är platt. Runt Emiliano Zapata är det ganska tätbefolkat, med 75 invånare per kvadratkilometer. Närmaste större samhälle är Colonia Adolfo Ruiz Cortines, 7,6 km väster om Emiliano Zapata. Omgivningarna runt Emiliano Zapata är en mosaik av jordbruksmark och naturlig växtlighet.